# (432949) 2012 HH2
(432949) 2012 HH2 est un objet transneptunien (OTN). Il fut découvert par Tomáš Vorobjov sur des images prises la nuit du 19 avril 2012 à l'Illinois University Observatory de Charleston (H20). L'objet a été observé 67 fois en deux oppositions. Il se trouve actuellement[Quand ?] à 29,8 unités astronomiques du Soleil.